# Gárdonyi Géza Általános Iskola és Óvoda (Győr)
A Gárdonyi Géza Általános Iskola és Óvoda (Győr) elődintézményét 1921-ben alapította Győr önkormányzata, mai nevét 1924-ben vette fel Zeitler Konrád iskolaigazgató javaslatára.

## Története
Az iskola elődje a 2. számú Polgári Fiúiskola volt amely abból a célból alapult, hogy „vallásos, hazáját szerető, a munkát megbecsülő, az embertársakat tisztelni tudó ifjúságot neveljen”. A tanítás a Győr-nádorvárosi Iparostanonc-képző helyiségeiben kezdődött meg.

## Belső szépség
A Dunántúli Hírlap 1927. augusztus 18-ai híre szerint az iskola új épületbe költözött. Az épületet a Hlatky-Schlichter cég építette fel Erdélyi Ferenc műszaki tanácsos tervei alapján.
Az elmúlt évtizedek során az iskola a belső átalakítások ellenére is megőrizte az eredeti szépségét és értékét: a tantermek hatalmas ajtajait, a folyosó beépített üvegszekrényeit a bennük lévő tárgyi emlékekkel együtt. A főbejárat mellett áll Gárdonyi Géza mellszobra, amely a Batthyány téri szobor másolata. A szobrot a Xántus János Múzeum ajándékozta az intézménynek. Az emeletre két, félkör alakú, díszes korlátú lépcső vezet fel. A körfolyosót Pandúr József (1888-1943) győri festőművész pannói díszítik, az olaj-vászon, történelmi témájú képek pedig Árpád fejedelmet, Szent Istvánt, Szent Lászlót, Mátyás királyt, II. Rákóczi Ferencet, Széchenyi Istvánt, valamint a Pozsonyi várat szemlélő cserkészeket ábrázolják, a falfestményen Petőfi és Bem apó látható a harctéren.
Az elismerésre méltó küllem korszerű oktató- és nevelőmunkával párosul. Az egykori diákok, tanárok, szülők ma is elismeréssel említik a rangos polgári iskolát, s vallják, hogy a Gárdonyiban szerezték erkölcsi, emberi tartásukat, tudásukat.

## DSE
A Diáksport Egyesület két szakosztállyal működött a 2009-es évben. A kézilabda szakágban 201 fő sportolt rendszeresen, ebből 113 lány és 88 fiú. A turisztikai szakágban változó létszámmal átlagban 15 fiú és lány vett részt. Az elmúlt évben augusztustól rendeződött a DSE viszonya az ETO KC-vel. A kézilabdások képzése továbbra is a megszokott módon történik, az edzéseket zömében a Gárdonyi iskolában tartjuk, illetve heti két alkalommal az ETO bérli a közeli Baross Gábor iskola tornatermét Gárdonyi Géza Általános Iskola részére.A DSE önállóan indul a bajnokságokban, de csapatnevekben szerepel az ETO-ra utaló szóösszetétel
Kézilabdás csoportok különböző korosztályokban, szivacskézilabda mérkőzéseken, Alapfokú Bajnokságban, Adidas kupán, Nemzetközi kupákon, Diákolimpiai versenysorozatban és meghívásos tornákon vesznek részt. A 7-8. osztályos lányok a Győr-Moson-Sopron megyei bajnokságban indultak, az 5-6. osztályos fiú-lány illetve a 7-8. osztályos fiúk a Kézisuli bajnokságban szerepeltek, amely a lányoknál Vas, Győr-Moson-Sopron, Komárom-Esztergom megye, valamint a felvidéki Komárom-Dunaszerdahelyi járás, a fiúknál Győr-Moson-Sopron, Komárom-Esztergom megye és Budapest közös bajnokság.
I. KÉZILABDA SZAKOSZTÁLY
Edzők: Török Zsolt, Dr. Tóth Lajosné, Baksa Péter, Gellér Ferenc
II. TERMÉSZETJÁRÓ SZAKOSZTÁLY
Vezetője: Turner László

## Oktatás
A személyiségfejlesztésben kiemelt fontosságúnak tartja a nyelvi kommunikáció és az információs műveletekkel összefüggő képességek fejlesztését. A tanulás folyamatában kiemelten kezeli a gondolkodási műveletek elsajátítását, az önfejlesztést, az alkotó munka iránti igényt, a kritikus, tárgyilagos magatartásformák kialakítását. A tanítás-tanulás folyamatában az érdeklődés és képességfejlettség alapján a differenciált képzést szorgalmaz. A tanár szerepe a hagyományostól eltérő, elsősorban a tanulás irányítására szorítkozik.
A nyelvi ismeret minden további ismeret alapja, feltétele. Az anyanyelvi és irodalmi műveltséget az iskolának kell megalapoznia és folyamatosan fejlesztenie. A nyelv segítségével közli az ember a gondolatait, ért meg másokat, szerzi ismereteit, a nyelv teszi lehetővé, hogy társadalomban éljen.
Az iskola 1989-ben indította el helyi kezdeményezésre tehetségfejlesztő programját. A matematikát tanítók kezdet óta aktívan vesznek részt ebben az összetett, kevés múlttal rendelkező tehetségkutató és gondozó programban. A szakirodalom tanulmányozása, a lehetőségek felmérése és a program megvalósítása éveket vett igénybe. A tehetség kibontakoztatásának feltételei: az adottságok, a helyes értékrend, a kellően felkészült pedagógusok, az iskolán belül meglévő keretek, támogatások, a helyes szemlélet és az alkalmas tanítási módszerek.
A matematikával kapcsolatos adottságok már az alsó tagozatban feltűnnek, ezért munkájukban nélkülözhetetlen a tanulók alapos megismerése. Tervszerű munkát igényel a tehetséges tanulók érdeklődésének felkeltése, az érdeklődés felszínen tartása, a matematikai tevékenység orientálása, a sikerélmény nevelő hatásának kiaknázása.
Az idegennyelv-oktatásuk célja a mindennapi életben jól alkalmazható idegennyelv-tudás biztosítása diákok számára. Számtalan olyan helyzet van, amelyben idegennyelv-tudás nélkül nem vagy csak alig lehet boldogulni. Ezért ma igen magas a nyelvtudás társadalmi értéke.
Az iskolai nyelvoktatás célját a NAT és a kerettanterv is megfogalmazza: a tanulóknak használható szintű nyelvtudást kell biztosítani, amely egyben személyiségük fejlesztéséhez is hozzájárul. Ezek a célok mindenki számára szükségesnek tartott nyelvtudást írnak le.